# Embaixada da Ucrânia em Lisboa
A Embaixada da Ucrânia em Portugal (em ucraniano:  Посольство України в Португалії) é a missão diplomática da Ucrânia em Lisboa, Portugal. Atualmente a Embaixadora Extraordinária e Plenipotenciária da Ucrânia em Portugal é Maryna Mykhailenko.

## História das relações diplomáticas
Portugal reconheceu a independência da Ucrânia em 7 de janeiro de 1992 . As relações diplomáticas entre os dois países foram estabelecidas em 27 de janeiro de 1992.